# THE MUSIC CRUISE
THE MUSIC CRUISEは（ザ・ミュージック・クルーズ）は、LFX mudigiが放送していたインターネットラジオ番組。2007年4月1日に放送終了した。音楽はパーソナリティが選曲し、山本剛士がナレーションを担当していた。

## 放送時間
- 毎週月曜日・金曜日 16:00 - 17:00
- 毎週火曜日・木曜日・金曜日 16:00 - 18:00
- 毎週土曜日・日曜日 14:00 - 19:00